# Angolnafélék
Az angolnafélék (Anguillidae) a csontos halak (Osteichthyes) főosztályának sugarasúszójú halak (Actinopterygii) osztályába, azon belül az angolnaalakúak (Anguilliformes) rendjébe tartozó család. 19 faj tartozik a családhoz.
A családhoz tartozó fajok hasi úszói hiányoznak, testük megnyúlt. Áttetsző leptocephalus lárváik a kifejlett állatoktól jelentősen eltérnek. Pikkelyeik nagyon aprók vagy hiányoznak. Úszóhólyagjuk ősi típusú, az előbéllel légjárat köti össze.

## Rendszertani felosztásuk
A család egyetlen nemébe 19 faj tartozik.
- Anguilla (Schrank, 1798)
  - európai angolna (folyami angolna, Anguilla anguilla — típusfaj
  - ausztráliai angolna Anguilla australis
  - Anguilla bengalensis
  - Anguilla bicolor
  - Anguilla borneensis
  - Anguilla breviceps
  - Anguilla celebesensis
  - (új-zélandi) hosszúúszójú angolna Anguilla dieffenbachii
  - Anguilla interioris
  - japán angolna Anguilla japonica
  - Anguilla malgumora
  - Anguilla marmorata
  - Anguilla megastoma
  - Anguilla mossambica
  - Anguilla nebulosa
  - Anguilla nigricans
  - Anguilla obscura
  - Anguilla reinhardtii
  - amerikai angolna (amerikai tengeri angolna, Anguilla rostrata)

Az elektromos angolna (Electrophorus electricus) csak az angolnákéhoz hasonló alakja miatt kapta ezt a nevet. Valójában nem közeli rokonuk, hanem a pontyszerűek (Ostariophysi) közé tartozik.